# NGC 3448
NGC 3448 (również PGC 32774, UGC 6024 lub Arp 205) – galaktyka spiralna (S0-a), znajdująca się w gwiazdozbiorze Wielkiej Niedźwiedzicy. Odkrył ją William Herschel 17 kwietnia 1789 roku.
W odległości zaledwie około 75 tys. lat świetlnych od NGC 3448 znajduje się inna galaktyka, UGC 6016. Pomiędzy galaktykami znajduje się „mostek” materii widoczny w zakresie promieniowania UV.
W galaktyce NGC 3448 zaobserwowano supernową SN 2014G.